# Schmiedefeld am Rennsteig
Schmiedefeld am Rennsteig è una frazione della città tedesca di Suhl.

## Geografia fisica
Nel suo territorio scorre la prima parte del fiume Nahe, affluente della Schleuse.

## Storia
Il 1º gennaio 2019 il comune di Schmiedefeld am Rennsteig venne soppresso e aggregato alla città di Suhl.